# Alopecosa cronebergi
Espèce
Synonymes
- Tarentula cronebergii Thorell, 1875
- Alopecosa atypica Ponomarev, 2008

Alopecosa cronebergi est une espèce d'araignées aranéomorphes de la famille des Lycosidae.

## Distribution
Cette espèce se rencontre en Ukraine, en Russie et au Kazakhstan.
Sa présence est incertaine en Hongrie.

## Description
Les femelles mesurent de 12 à 15 mm.

## Publication originale
- Thorell, 1875 : Verzeichniss südrussischer Spinnen. Horae Societatis Entomologicae Rossicae, vol. 11, p. 39-122 (texte intégral).